# Mam'zelle Nitouche (film, 1931)
Pour les articles homonymes, voir Mam'zelle Nitouche (homonymie).
Pour plus de détails, voir Fiche technique et Distribution.
Mam'zelle Nitouche est un film franco-allemand réalisé par Marc Allégret, sorti en 1931.

## Synopsis
Denise, alias « Nitouche », est sortie par ses parents du couvent pour la marier. Au cours de diverses péripéties, elle va jouer au music-hall, se retrouver en uniforme de dragon, pour finalement tomber amoureuse de la personne qui lui était destinée par sa famille.

## Fiche technique
- Titre : Mam'zelle Nitouche
- Réalisation : Marc Allégret, assisté de Claude Heymann et d'Yves Allégret
- Scénario : Hans-Heinz Zerlett
- Adaptation : Jacques Bousquet, d'après l'opérette d'Henri Meilhac et Albert Millaud
- Photographie : Roger Hubert et Theodor Sparkuhl
- Montage : Jean Mamy
- Musique : Hervé
- Décors : Gabriel Scognamillo
- Costumes : Annette Sarradin
- Producteurs : Pierre Braunberger, Roger Richebé
- Directeur de production : Charles David
- Société de production : Vandor Films (Paris) - Ondra-Lamac Film GmbH (Berlin)
- Société de distribution : Braunberger-Richebé
- Pays de production :  France
- Langue originale : français
- Format : Noir et blanc — 35 mm — 1,33:1 — son Mono
- Genre : Comédie musicale
- Les scènes du pensionnat ont été tournées à l'Abbaye de Royaumont.
- Durée : 106 minutes
- Date de sortie : 
  - France : 4 décembre 1931

## Distribution
- Raimu : Célestin, l'organiste d'un couvent qui, sous le nom de Floridor, a composé une opérette légère
- Janie Marèse : Denise de Flavigny, une pensionnaire du couvent à la belle voix
- André Alerme : le major Alfred, le commandant d'une compagnie de dragons, protecteur de Corinne et rival amoureux de Célestin
- Edith Méra : Corinne, la vedette de l'opérette qui se laisse courtiser par Célestin
- Alida Rouffe : Caroline, la mère supérieure du couvent, sœur du major
- Jean Rousselière : le lieutenant Fernand de Champlatreux, un jeune officier de dragons qui tombe amoureux de Denise, alors que c'est... sa fiancée !
- Marcel Maupi : un machiniste
- Géo Forster
- Édouard Delmont : le directeur du théâtre
- Andrée Lorraine
- Suzy Leroy : Gimblette
- Edwige Feuillère
- Simone Simon
- M. Guéreau : la sœur tourière
- Anthony Gildès : l'évêque
- Pierre Darteuil : un vieux beau
- Michel Duran : un officier
- Jean Renoir : un sergent-chef
- Jacques Christiany

## Autour du film
- Il a été réalisé en même temps une version allemande Mamsell Nitouche, de Carl Lamac, avec Anny Ondra, Oskar Karlweis, Georg Alexander et Hans Junkermann
- Une autre version de ce film a été réalisée en 1954 par Yves Allégret (assistant de son frère Marc pour la version de 1931), avec Fernandel dans le rôle de Célestin.